# Ficus jansii
Ficus jansii là một loài thực vật có hoa trong họ Moraceae. Loài này được Boutique mô tả khoa học đầu tiên năm 1949.